# Verordnung (EG) Nr. 396/2005 des Europäischen Parlaments und des Rates vom 23. Februar 2005 über Höchstgehalte an Pestizidrückständen in oder auf Lebens- und Futtermitteln pflanzlichen und tierischen Ursprungs
Die Verordnung (EG) Nr. 396/2005 – auch Europäische Pflanzenschutzmittel-Rückstandsverordnung genannt – legt 
die Rückstandshöchstgehalte (RHG) bestimmter Pflanzenschutzmittel fest, die innerhalb des Europäischen Wirtschaftsraums beim Handel mit Lebens- und Futtermitteln pflanzlichen und tierischen Ursprungs in oder auf diesen erlaubt sind.
Ziel der Verordnung, die im Jahr 2005 von der EG begonnen wurde, ist die umfassende Regulierung von Pflanzenschutzmittelrückständen in nur noch einer einzigen Rechtsvorschrift, unabhängig von der Art des Lebensmittels, in dem solche Rückstände auftreten (z. B. Obst, Gemüse, Getreide etc.). Anders als die Vorgänger-Richtlinien bedarf diese neue Verordnung nicht mehr der Umsetzung in das nationale Recht der europäischen Mitgliedsstaaten. Vielmehr sind ihre Vorschriften seit dem Tag ihres Inkrafttretens in allen Mitgliedsstaaten unmittelbar geltendes Recht. Als solches haben sie Anwendungsvorrang vor etwaig noch bestehendem nationalen Recht.

## Historie
Vor Erlass dieser Verordnung war die komplexe Regulierung von Pflanzenschutzmittel-Rückständen in Lebens- und Futtermitteln auf zahlreiche unterschiedliche Richtlinien verteilt. Die Verordnung ersetzt und vereinheitlicht daher
- Richtlinie 76/895/EWG des Rates vom 23. November 1976 über die Festsetzung von Höchstgehalten an Rückständen von Schädlingsbekämpfungsmitteln auf und in Obst und Gemüse[2]
- Richtlinie 86/362/EWG des Rates vom 24. Juli 1986 über die Festsetzung von Höchstgehalten an Rückständen von Schädlingsbekämpfungsmitteln auf und in Getreide[3]
- Richtlinie 86/363/EWG des Rates vom 24. Juli 1986 über die Festsetzung von Höchstgehalten an Rückständen von Schädlingsbekämpfungsmitteln auf und in Lebensmitteln tierischen Ursprungs[4]
- Richtlinie 90/642/EWG des Rates vom 27. November 1990 über die Festsetzung von Höchstgehalten an Rückständen von Schädlingsbekämpfungsmittel auf und in bestimmten Erzeugnissen pflanzlichen Ursprungs, einschließlich Obst und Gemüse.[5]

## Zentrale Inhalte
Die Verordnung macht sehr detaillierte und dementsprechend zahlreiche Festlegungen bezüglich der maximal erlaubten Rückstandshöchstgehalte für die unterschiedlichen Pflanzenschutzmittel in unterschiedlichen Lebensmitteln. Ihre konsolidierte Fassung, die regelmäßig fortgeschrieben wird, umfasst bereits knapp 4000 Text-Seiten. Eine alternative Informationsquelle ist daher die nach dem europäischen Pflanzenschutzmittelrecht vorgeschriebene EU-Datenbank für Pestizide.
Neben den zahlreichen Einzelgrenzwerten wurden mit der Verordnung auch einige zentrale neue Grundsatzregeln erlassen: 
- Grundsätzlich gilt: Solange für eine Kombination von Pflanzenschutzmittel-Wirkstoff und Lebens- oder Futtermittel kein spezifischer Rückstandshöchstgehalt festgelegt ist, gilt ein allgemeiner Wert von 0,01 mg/kg. Bestimmte Gruppen von Lebensmitteln sind von dieser Regel aber ausgenommen.

- Pflanzenschutzmittel können die für ihre Verwendung erforderliche Zulassung nur noch dann bekommen, wenn für sie auch ein Rückstandshöchstgehalt festgesetzt wurde. Fehlt ein solcher Wert, muss seine Festsetzung zusammen mit der Zulassung des Pflanzenschutzmittels beantragt werden.

- Derartige Anträge zur Festsetzung oder Änderung von Rückstandshöchstgehalten können auch von Personen und Organisationen gestellt werden, die ein berechtigtes Interesse an Gesundheitsfragen haben.

## Nebeneinander von Europäischer und nationaler Rückstandsgehaltsregulierung
Neben der neuen EG-Verordnung existieren in verschiedenen europäischen Mitgliedstaaten nationale Regeln, in Deutschland die deutsche Rückstands-Höchstmengenverordnung. Diese erlaubt dem nationalen Gesetzgeber beispielsweise den Erlass spezifischer Notfallzulassungen. Das BVL wies nach Erlass der neuen europäischen Verordnung darauf hin: 
„Mit dem vollständigen Inkrafttreten der EG-Verordnung sind die Rückstandshöchstgehalte der deutschen Rückstands-Höchstmengenverordnung (RHmV) nicht mehr gültig. Die RHmV ist allerdings nicht völlig hinfällig geworden. Sie hat weiterhin Gültigkeit für einige sonstige Stoffe (z. B. Safener und Synergisten) und einige Erzeugnisse (Fische, Fischereierzeugnisse, Schalentiere, Muscheln und sonstige von Meeres- oder Süßwasserfischen gewonnene Erzeugnisse).“